# Мусаев, Магомедсултан Шамильевич
Магомедсултан Шамильевич (Шамилевич) Мусаев (1 ноября 1999, Избербаш, Дагестан, Россия) — российский боксёр-любитель, выступающий в супертяжёлой весовой категории. Мастер спорта России, Мастер спорта России международного класса, член национальной сборной России, бронзовый призёр чемпионата России (2022), победитель и призёр международных и всероссийских турниров в любителях.

## Любительская карьера

### 2019—2020 годы
В мае 2019 года, в Каспийске стал чемпионом Дагестана по боксу в категории до 91 кг.
В феврале 2020 года, в Якутске он стал победителем всероссийского соревнования по боксу класса «А» памяти Александра Федотова в весе свыше 91 кг.

### 2022 год
В марте 2022 года, в Грозном стал победителем в весе свыше 92 кг на чемпионате Северо-Кавказского федерального округа (СКФО) по боксу среди мужчин 19-40 лет.
И затем в июле 2022 года, в Серпухове в составе команды СКФО участвовал в командном Кубке России.
В начале октября 2022 года в Чите стал бронзовым призёром чемпионата России в категории свыше 92 кг. Где он в 1/16 финала соревнований по очкам единогласным решением судей победил Бекхана Исраилова, затем в 1/8 финала по очкам единогласным решением судей (5:0) победил Фирдасбека Турсуналиева, в четвертьфинале по очкам единогласным решением судей (5:0) победил опытного нижегородца Дамила Шарафутдинова, но в полуфинале в очень конкурентном бою по очкам проиграл опытному ставропольцу Алексею Дронову.

## Спортивные результаты

### В любителях
- Чемпионат России по боксу 2022 — .